# Međunarodna organizacija turkofone kulture
Međunarodna organizacija turkofone kulture (turski: Uluslararası Türk Kültürü Teşkilatı - TÜRKSOY) je međunarodna kulturna organizacija zemalja i regija u kojoj žive turkijski narodi, i govori se turkijskim jezikom. Glavni tajnik TÜRKSOY-a je Duisen Kaseinov, bivši ministar kulture Kazahstana. TÜRKSOY ima svoje sjedište u Ankari, Turska. Organizacija ima svoje korijene u susretima tijekom 1992. godine u Bakuu i Istanbulu, gdje su ministri kulture iz Azerbejdžana, Kazahstana, Kirgistana, Uzbekistana, Turske i Turkmenistana obvezali na suradnju u zajedničkom kulturnom okviru. TÜRKSOY je naknadno utvrđen sporazumom potpisanim 12. srpnja 1993. u Almati.
Godine 1996., osnovana je službena suradnja između TÜRKSOY-a i UNESCO-a, uključujući međusobne konzultacije i uzajamno predstavljanje. Najavljeno je da će TÜRKSOY biti integriran u novoosnovano turkijsko vijeće, geopolitičku organizaciju turkijskih zemalja osnovanu 3. studenog 2009.
Od 2009., TÜRKSOY ima 14 članova, uključujući suverene države i federalne subjekate ili autonomna područja trećih zemalja.
- Altaj	(Rusija)
- Azerbajdžan
- Baškirija	(Rusija)
- Gagauzija	(Moldova)
- Kazahstan
- Hakasija
- Kirgistan
- Sjeverni Cipar
- Jakutija (Rusija)
- Tatarstan (Rusija)
- Turska
- Turkmenistan
- Tuva (Rusija)
- Uzbekistan

## Vanjske poveznice
- (tur.) (engl.) (rus.) Službena stranica  Arhivirana inačica izvorne stranice od 23. kolovoza 2009. (Wayback Machine)